# Tracce (programma televisivo)
Tracce è stata una trasmissione televisiva italiana in onda su Rai 2 il mercoledì in seconda serata, esso propone inchieste giornalistiche che approfondiscono piccoli fatti che incidono nella società.

## Le inchieste
Il programma è strutturato come un contenitore che propone ogni settimana inchieste di diverso argomento.
E al suo interno è presente uno spazio curato da Mauro Corona dal titolo Sulle tracce di Corona.
Inchieste andate in onda:
| Puntata                | Data             | Autore                               | Spettatori | Share |
| ---------------------- | ---------------- | ------------------------------------ | ---------- | ----- |
| Vite da recupero       | 30 novembre 2011 | Enrico Verra                         | 464.000    | 4,32% |
| Corri bisonte corri    | 7 dicembre 2011  | Roberto Pozzan                       |            |       |
| L'assassinio del mare  | 14 dicembre 2011 | Roberto Pozzan                       | 512.000    | 4,45% |
| Miss Little China      | 28 dicembre 2011 | Riccardo Cremona e Vincenzo De Cecco |            |       |
| Il mercato dei sogni   | 4 gennaio 2012   | Fabio Caramaschi e Silvia Caracciolo | 1.095.000  | 6,12% |
| Libero nel nome        | 11 gennaio 2012  | Pietro Durante                       | 543.000    | 3,10% |
| Padania al verde       | 18 gennaio 2012  | Roberto Pozzan                       | 477.000    | 5,71% |
| Cerca casa bamboccione | 25 gennaio 2012  |                                      |            |       |